# Арбаж (приток Шошмы)
Арба́ж — река в России, протекает по территории Тужинского и Яранского районов Кировской области. Устье реки находится в 5 км от устья реки Шошма по левому берегу. Длина реки составляет 12 км.
Исток реки расположен в лесах к северу от села Лом (Кугальское сельское поселение) и в 15 км к северо-западу от Яранска. В верховье река образует границу Тужинского и Яранского районов, основная часть течения проходит по Яранскому. Верхнее и среднее течение не населено, незадолго до устья на левом берегу реки деревня Малое Панчино. Впадает в водохранилище на Шошме, известное как Рождественский пруд у села Рождественское. Высота устья — 103,0 м над уровнем моря.

## Данные водного реестра
По данным государственного водного реестра России относится к Камскому бассейновому округу, водохозяйственный участок реки — Вятка от города Котельнич до водомерного поста посёлка городского типа Аркуль, речной подбассейн реки — Вятка. Речной бассейн реки — Кама.
Код объекта в государственном водном реестре — 10010300412111100037037.